# 不失一般性
不失一般性（without loss of generality，缩写：WLOG、WOLOG）是数学证明中的一种用词，表示虽然证明中引入了原命题不包含的假设，但是其仍然充分证明了原命题，而非仅仅证明了一个特例。这一用词常见于证明带有对称性的命题。

## 例子
舒尔不等式声称，对于任意非负实数{\displaystyle x}、{\displaystyle y}、{\displaystyle z}和正数{\displaystyle t}都有:
{\displaystyle x^{t}(x-y)(x-z)+y^{t}(y-z)(y-x)+z^{t}(z-x)(z-y)\geq 0.}
对其的证明便可以假设：
不失一般性，设{\displaystyle x\geq y\geq z}。
因为{\displaystyle \geq }是实数集上的全序关系，{\displaystyle x\geq y\geq z}、{\displaystyle x\geq z\geq y}、{\displaystyle y\geq x\geq z}、{\displaystyle y\geq z\geq x}、{\displaystyle z\geq x\geq y}、{\displaystyle z\geq y\geq x}六种情况中中至少有一种成立。舒尔不等式的对称性使得在{\displaystyle x}、{\displaystyle y}、{\displaystyle z}之间交换名字仍会得到完全相同的不等式。只需有以上任意一种情况下的证明，则任一其他情况下均可以简单地通过变换该证明中的字母而得证。因此证明中可以假设{\displaystyle x\geq y\geq z}，而略去其他情况下的证明。
一些可以直接地被变换为另一种更简单形式的命题，其证明中也可用到该词。如代数基本定理：
任何一个一元复系数多项式方程都至少有一个复数根。
其证明可以假设：
不失一般性，设该多项式最高次项的系数为{\displaystyle 1}。
因为该多项式最高次项原本的系数不为{\displaystyle 0}，而多项式乘以任意常数均不改变其根的性质，故可以作出此假设。

## 外部連結
- . PlanetMath.